# Baugruppe (Städtebau)
Mit Baugruppe wird eine Gruppe von Bauten bezeichnet, die zueinander angeordnet und meist in ihrer Größe aufeinander abgestimmt sind. Dabei bilden sie eine funktionale und in der Regel auch eine städtebauliche Einheit. Beispiele hierfür sind Schloss-, Burg- und  Kasernenanlagen oder auch Gehöfte.
Der Begriff Bauensemble macht im Gegenzug dazu eine stärkere qualitative Aussage zu Gruppen von Bauten, die im Zusammenhang eine besondere städtebauliche, kulturelle oder ästhetische Qualität haben.